# 华熙生物
华熙生物科技股份有限公司（上交所：688363；港交所除牌前0963.HK），简称华熙生物，是中华人民共和国的一家生物技术公司，总部位于山东省济南市。华熙生物以透明质酸（也叫玻尿酸）为主营业务，是世界最大的透明质酸生产及销售企业:26。

## 历史
华熙生物的前身为山东福瑞达生物化工有限公司。1999年11月12日，山东省生化药品公司、山东正大福瑞达制药有限公司、山东正达科技有限公司（已注销）、美国福瑞达公司联合签署协议，分别出资75万元成立福瑞达生化，各占有25%的股份:50。福瑞达生化经营初期出现亏损情况，当时董事长郭学平在北大EMBA研修时与企业家赵燕结识。赵燕在对山东福瑞达考察之后，随即注资1200万，置换了50%的股权。根据天眼查数据显示，2000年8月，正大福瑞达将所持有的25%股比转让给正达科技，正达科技持股50%；2004-2005年间，正达科技、美国福瑞达公司分别将手中持有的50%、25%的股份，转让给华熙生物的境外公司开曼华熙公司。由此，赵燕取得了福瑞达生化的控制权；而郭学平之后也成为了华熙生物的首席科学家。
2001年5月18日，福瑞达生化向山东省生物药物研究院购买了发酵法生产药用透明质酸的初始技术。根据《技术合同书》，山东省生物药物研究院向福瑞达生化转让“发酵法生产药用透明质酸”项目；之后签订《技术转让补充合同》，向福瑞达生化转让“发酵法生产药用透明质酸”非专利技术，提供全部技术资料，并指导福瑞达生化生产三批合格产品，技术成果双方共有:293。2004年，福瑞达生化开始专注发酵法提取透明质酸的商业转化。2005年时，该公司成为全球最大的透明质酸生产研发企业。2008年，福瑞达生化与山东省生物药物研究院再次签订补充协议，约定在共有技术基础上，由公司进行的技术改进而产生的技术成果归公司所有，山东省生物药物研究院不得对该技术成果提出任何权利主张。经过技术改进，福瑞达生化大规模生产透明质酸的发酵产率已达到10-13 g/L，远高于文献报道的行业最优水平6-7 g/L:293。
2004年，福瑞达生化原间接控股股东开曼华熙自2004年起开始搭建境外架构，以筹划赴港上市:83。2008年10月3日，華熙生物科技於港交所主板上市，使得该公司成为“玻尿酸第一股”。2009年6月，开曼华熙持有福瑞达生化94.37%的股份，福瑞达医药集团持有5.63%的股份。2012年6月13日，福瑞达生物化工更名为华熙福瑞达。
2017年6月15日，开曼华熙被大股東創隆發展以16.3港元或總代價29.5211億港元私有化，原因是股價表現一直欠佳，同時難以時出售大量股份。同年10月中和尾，开曼华熙被大股東創隆發展以16.3港元或總代價29.5211億港元私有化在股東大會和大法院通過後，在2017年11月1日正式脫離香港股市。退市后，开曼华熙将与华熙福瑞达业务相关的公司及资产转让给华熙福瑞达，关停香港勤信及富雅投资与发行人相似或相关的业务:87。同年12月，福瑞达集团将持有的华熙福瑞达5.63%股份转让给香港勤信，福瑞达集团不再持有华熙福瑞达的股份:54。
2018年4月1日，华熙昕宇、香港勤信与发行人签署《增资协议》，各方同意将华熙福瑞达投资总额增至人民币6.5亿元，注册资本增至人民币3.888亿元:60。同年6月再次增资至4.3亿元，新增七家股东作为增资方:61。2018年12月、2019年1月，香港勤信将所持有的股权进行了转让。2019年3月，华熙福瑞达改制为股份有限公司，并更名为华熙生物:51-52。同年4月10日，华熙生物的上交所科创板IPO申请获受理，8月27日过会，9月29日注册生效。11月6日，华熙生物在上交所科创板挂牌上市，发行价格确定为每股47.79元。上市后的第三个交易日股价突破100元。

## 业务
华熙生物是以透明质酸微生物发酵生产技术为核心的企业，业务范围涉及医药、整形美容、透明质酸研发生产、化妆品和保健食品等领域，旗下包括近10家医药生产公司、化妆品生产公司、销售公司及投资公司等。根据弗若斯特沙利文数据报告，2021年华熙生物在全球透明质酸的市场份额为44%，其产品销往海外60余个国家和地区，是世界最大的透明质酸生产及销售企业:26。

### 旗下品牌与产品

#### 原料产品
华熙生物原料产品以透明质酸为核心，涵盖医药、化妆品和食品三个不同领域，共200多个规格，同时涉及宠物、生殖健康、口腔、织物、纸品等新领域。其他生物活性物产品包括γ-氨基丁酸、聚谷氨酸钠、依克多因、麦角硫因、蛹虫草发酵滤液、纳豆提取液、糙米发酵滤液、微美态系列产品等:18。

#### 医疗终端产品
华熙生物医疗终端产品主要分成医美和医药两类，具体产品如下:19:177：
- “海力达”玻璃酸钠注射液，骨科疾病用药
- “海视健”医用透明质酸钠凝胶，眼科手术辅助用医疗器械
- “润百颜”注射用修饰透明质酸钠凝胶
- “润致”系列产品

#### 功能性护肤品
华熙生物以自主研发的生物活性物质及其交联衍生物为基础，推出一系列功能性护肤品，拥有“润百颜（BIOHYALUX）”、“夸迪（QUADHA）”、“米蓓尔（MEDREPAIR）”、“BM肌活”（Bio-MESO）、“润熙禾（BLOOMCARE）”等多个品牌系列，产品种类包括次抛原液、各类膏霜水乳、面膜、手膜、眼膜、喷雾、母婴个护、头皮护理及部分彩妆产品:20。2018年，润百颜与故宫博物院推出联名版口红。

#### 功能性食品
2021年，华熙生物推出玻尿酸水品牌“水肌泉”、透明质酸食品品牌“黑零”以及GABA夜间健康饮品品牌“休想角落”:20。

## 荣誉
2005年，该公司以“玻璃酸钠及其药物制剂的研究开发”项目获得2004年度国家科学技术进步奖二等奖:28:24，同时获得了“国家重点新产品”、“国家火炬高技术产业项目”、“山东省科技进步奖”、“山东省专利奖”等多个奖项:169。2021年获评为制造业单项冠军示范企业:28。